# Гусман Фонсека, Карлос
Карлос Альберто Гусман Фонсека (исп. Carlos Alberto Guzmán Fonseca; 19 мая 1994, Морелия, Мексика) — мексиканский футболист, защитник клуба «Монтерей-Бей».

## Клубная карьера
Карлос Гусман начинал свою карьеру футболиста в мексиканском клубе «Монаркас Морелия» из своего родного города. 5 ноября 2011 года он дебютировал в мексиканской Примере, выйдя в основном составе в домашнем матче с «Хагуарес Чьяпасом». Во второй половине 2012 года Гусман на правах аренды выступал за команду Ассенсо МХ «Торос Неса», а во второй половине 2013 года — за «Атлетико Сан-Луис», также игравший в Ассенсо МХ. Первую половину 2014 года он провёл за «Пуэблу». 20 сентября 2014 года Гусман забил свой первый гол на высшем уровне, отметившись в домашнем поединке «Монаркаса Морелии» против клуба «УНАМ Пумас». Сезон 2015/16 он отыграл за «Тихуану», а сезон 2016/17 — за «Леон».
5 июля 2023 года Гусман подписал контракт с американским клубом «Сан-Диего Лойал» из Чемпионшипа ЮСЛ. Дебютировал в Чемпионшипе ЮСЛ 30 июля в матче против «Колорадо-Спрингс Суитчбакс». 30 сентября в матче против «Монтерей-Бея» забил свой первый гол в Чемпионшипе ЮСЛ.
4 декабря 2023 года Гусман подписал двухлетний контракт с клубом «Монтерей-Бей». Дебютировал за «Монтерей-Бей» 13 марта в матче стартового тура сезона 2024 против «Эль-Пасо Локомотив». 24 марта в матче против «Род-Айленда» забил свой первый гол за «Монтерей-Бей».

## Достижения
«Монаркас Морелия»
- Обладатель Суперкубка Мексики (1): 2014

 сборная Мексики до 17 лет
- Чемпион мира среди юношеских команд: 2011

 сборная Мексики до 21 года
- Чемпион Центральноамериканских и Карибских игр: 2014

 сборная Мексики до 22 лет
- Серебряный призёр Панамериканских игр: 2015